# Annona ekmanii
Annona ekmanii es una especie de árbol perteneciente a la familia Annonaceae.  Es originaria de Cuba.

## Distribución
Se encuentra como un pequeño árbol confinado localmente a la meseta de serpentina de la Sierra de Nipe en el noreste de Cuba.

## Taxonomía
Annona ekmanii fue descrita por  Robert Elias Fries y publicado en Arkiv för Botanik utgivet av K. Svenska Vetenskapsakademien 21A(9): 16. 1927.
Etimología
Annona: nombre genérico que deriva del  Taíno Annon.
ekmanii: epíteto otorgado en honor del botánico Erik Leonard Ekman.